# Zerkoum
Zerkoum är en ort i Burkina Faso.   Den ligger i regionen Centre-Ouest, i den centrala delen av landet, 60 km väster om huvudstaden Ouagadougou. Zerkoum ligger 313 meter över havet och antalet invånare är 3 245.
Terrängen runt Zerkoum är platt. Närmaste större samhälle är Nandiala, 12,2 km sydväst om Zerkoum.
Omgivningarna runt Zerkoum är en mosaik av jordbruksmark och naturlig växtlighet. Runt Zerkoum är det ganska tätbefolkat, med 116 invånare per kvadratkilometer.